# سفارة روسيا في فنلندا
سفارة روسيا في فنلندا هي أرفع تمثيل دبلوماسي لدولة روسيا لدى فنلندا. تقع السفارة في هلسنكي وهي تهدف لتعزيز المصالح الروسية في فنلندا.

## وصلات خارجية
- الموقع الرسمي
- قائمة سفارات روسيا
- قائمة السفارات في فنلندا